# Litoměřice (distrito)
Litoměřice é um distrito da Chéquia na região de Ústí nad Labem, com uma área de 1.032 km² com uma população de 114.259 habitantes (2002) e com uma densidade populacional de 111 hab/km².

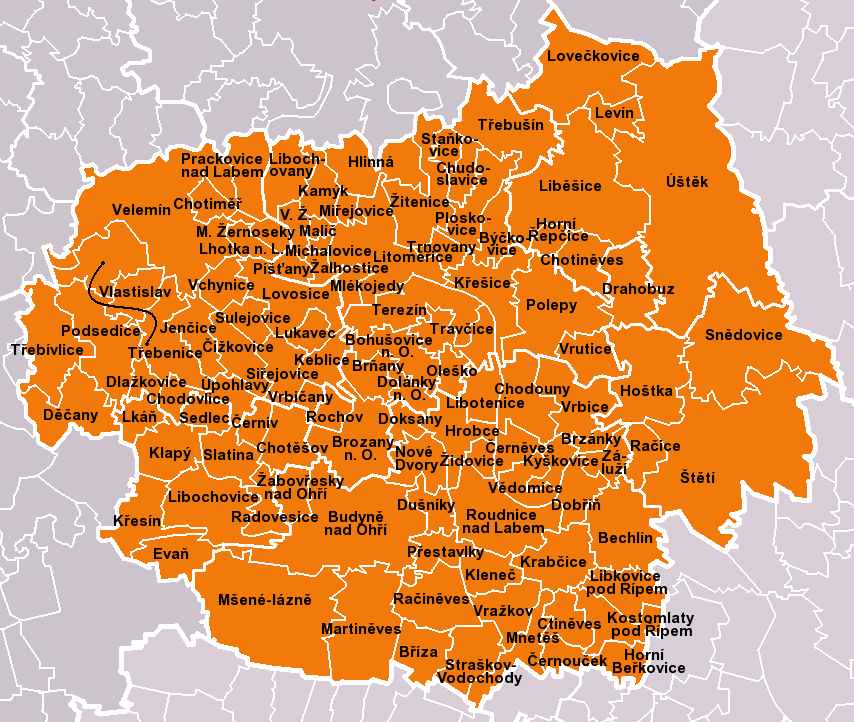